# Ursula Southeil

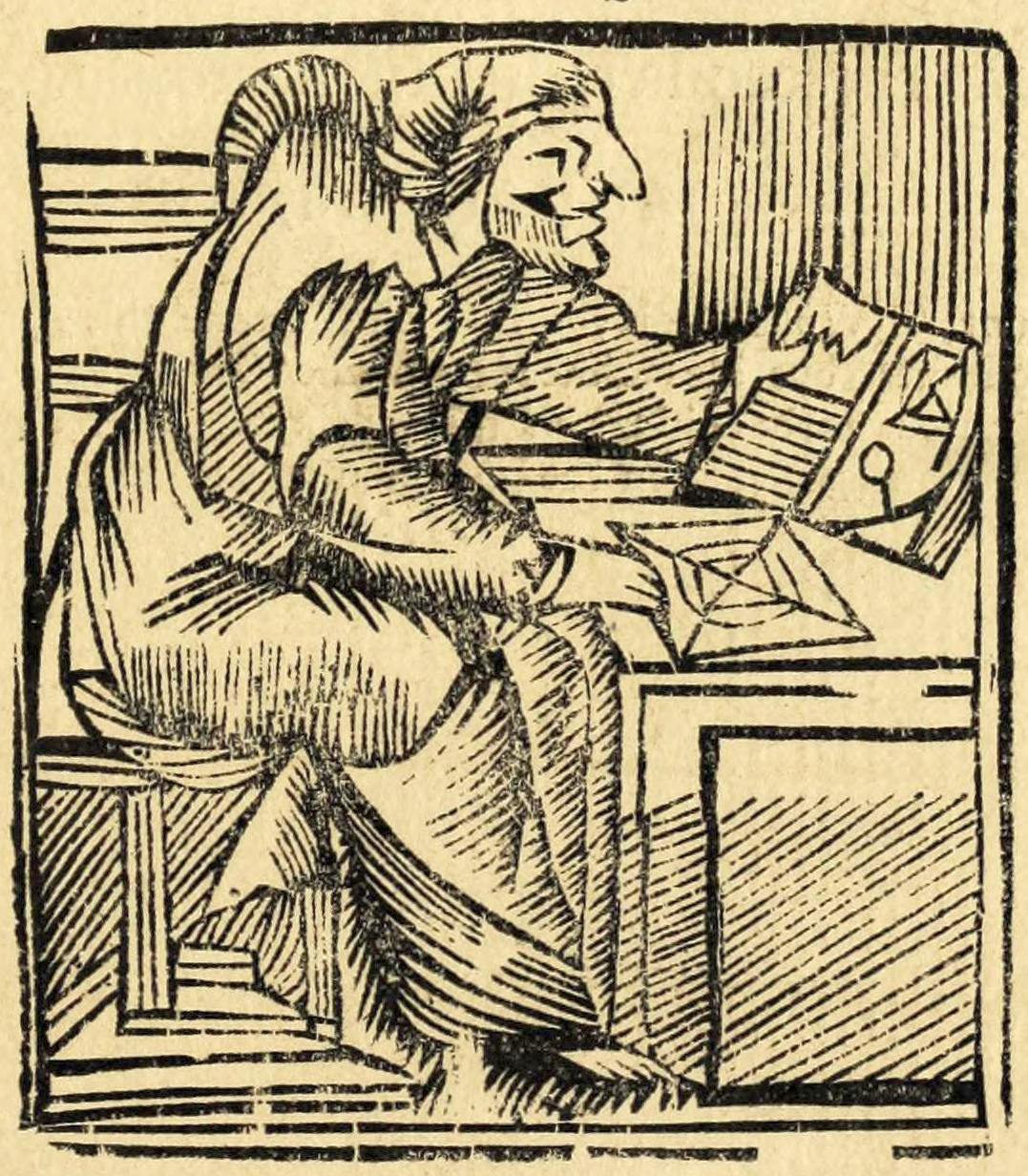
Ursula Southeil

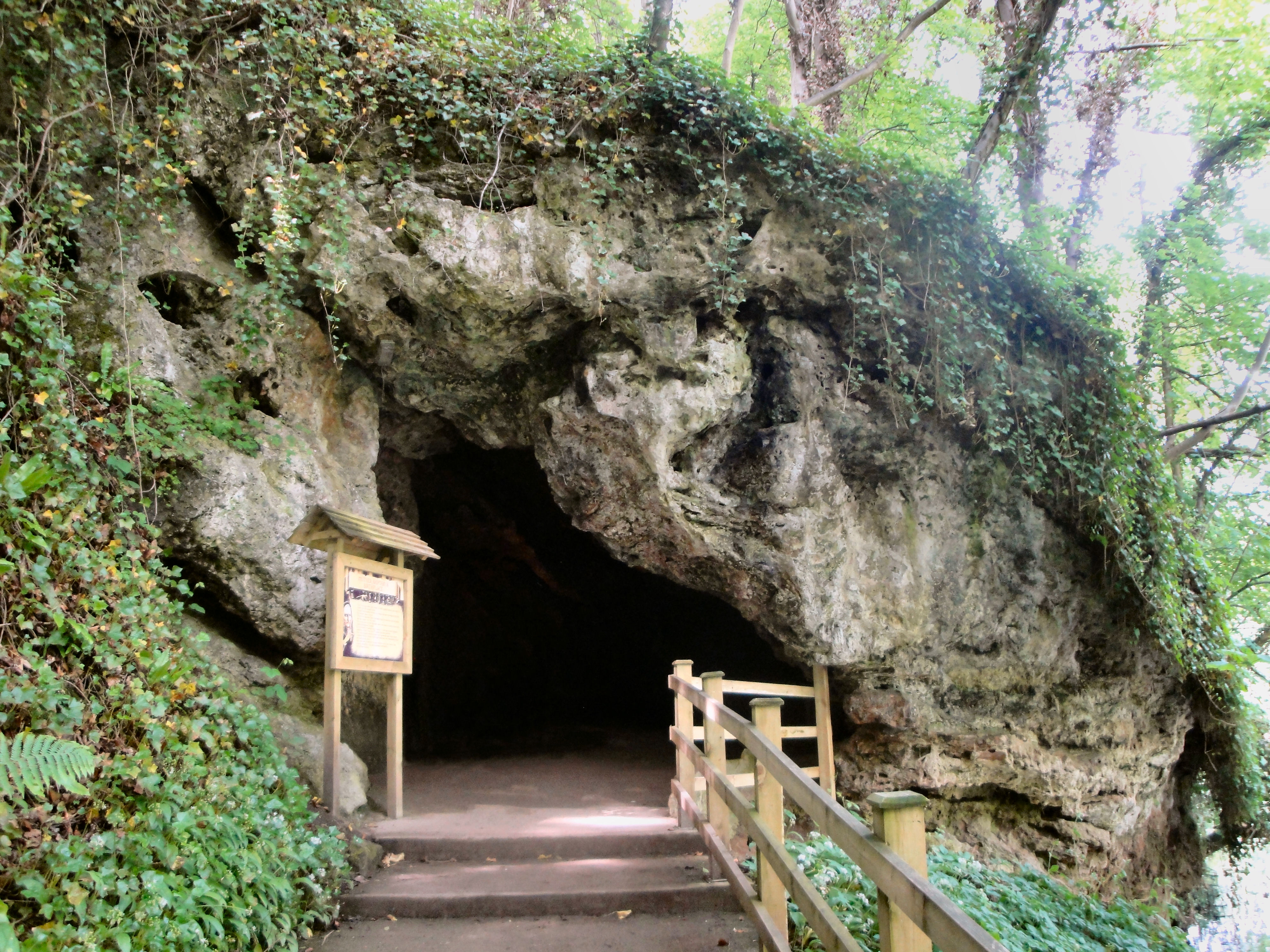
Shiptons Grotta

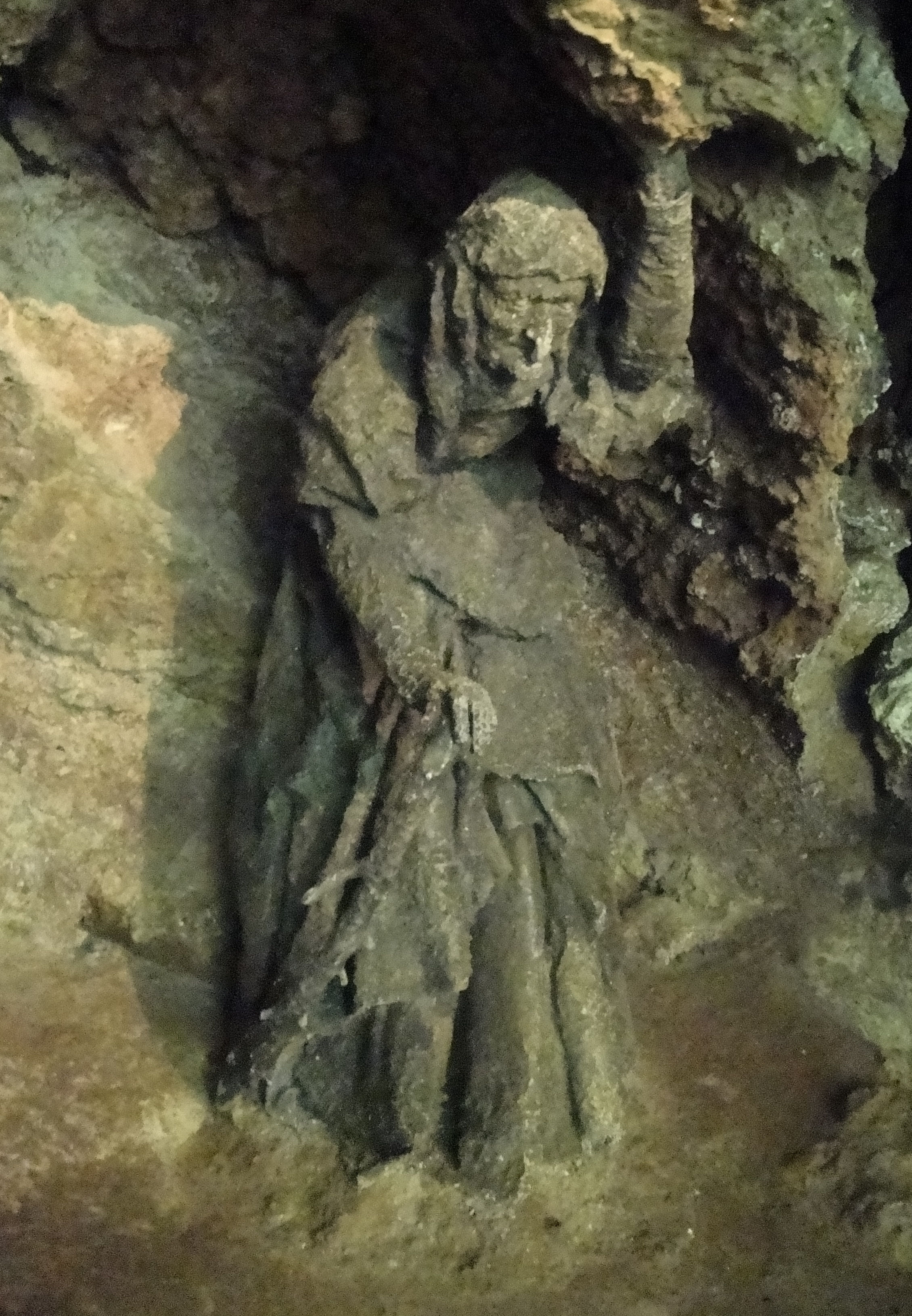
Skulpturen av Shipton i grottan

Ursula Southeil eller Sonthiel, född 1488, död 1561, bäst känd som Mother Shipton, var en berömd engelsk spåkvinna.
Hon ska ha förutsett många framtida händelser, så som Stora pesten i London. Hon påstod bland annat att världen skulle gå under år 1881. 
Shipton påstods vara Djävulens dotter. Många av uppgifterna om henne kommer från författaren Richard Head (ca 1637–1686), som senare uppgav att han själv hade hittat på flera av dem. Enligt Heads beskrivningar var Shipton född i Knaresborough i Yorkshire. Hon gifte sig med Toby Shipton nära York under 1512.  
Den första boken med hennes profetior utgavs år 1641, och därefter trycktes många verk innehållande spådomar som tillskrevs henne. Med tiden uppkom en rad legender om henne. 

## Bakom legenden
Historiker tror att Shipton var en riktig kvinna, baserat på samtida referenser till Shipton och otaliga verk som beskriver händelserna i hennes liv. Hon föddes sannolikt 1488 av en föräldralös femtonårig flicka vid namn Agatha Soothtale i en grotta i North Yorkshire utanför staden Knaresborough. Hon led förmodligen av puckelrygg och hon ska ha haft en stor krokig näsa, men mycket annat angående hennes utseende är gissningar. Hon gjorde trolldrycker, naturläkemedel, och förutsade framtiden.
1537 skrev Henry VIII ett brev till hertigen av Norfolk där han hänvisar till en "häxa från York". Han kan ha menat Shipton och det är i så fall är den tidigaste referensen till den verkliga Shipton. År 1666 antecknade Samuel Pepys i sina dagböcker att han, medan han undersökte skadorna orsakade av den stora branden i London 1666 i sällskap med den kungliga familjen, hörde dem diskutera Shiptons profetia om händelsen.
Den tidigaste redogörelsen för Shiptons profetior publicerades 1641, åttio år efter hennes död. Shipton skrev aldrig ner eller publicerade något under sin livstid.

## Eftermäle
Berättelsen om Shipton har gett upphov till många myter. Åtskilliga pubar har döpts efter henne, varav två fortfarande existerar. Den ena i Knaresborough och den andra i Portsmouth. 
Grottan där Shipton bodde är känd som Englands äldsta turistattraktion. Människor har i hundratals år vandrat för att se grottan, vars vatten har ett mineralinnehåll så högt allt som placeras i poolen långsamt täcks av ett stenlager. Turister placerar föremål i poolen för att senare återvända och se hur det förvandlats till sten.
Efter en insamlingskampanj 2013 restes en staty av Shipton i Knaresborough år 2017.
Vitbrokigt slåtterfly (The Mother Shipton moth) är i engelsktalande länder döpt efter Shipton.